# 凤山寺 (揭阳)
凤山寺，位于中国广东省揭阳市揭东县新亨镇，为揭东区文物保护单位，类型为古建筑，公布时间为1994年8月。
凤山寺的历史年代为清代。